# З Парижа з любов'ю
«З Парижа з любов'ю» (англ. «From Paris with Love») — французький екшн 2010 року, у головних ролях в якому знялися Джон Траволта й Джонатан Ріс-Маєрс. Режисером кінострічки виступив П'єр Морель, продюсерами — Люк Бессон та Індія Осборн.
В Україні фільм було вперше показано 4 лютого 2010 року, у Франції — 17 лютого.

## Сюжет
Головний герой фільму — Джеймс Різ — одночасно працює особистим помічником посла США у Франції та агентом ЦРУ. Він мешкає в Парижі зі своєю коханою дівчиною Кароліною. Те, про що Джеймс мріє — побачити ЦРУ в дії на своїй роботі. І одного вечора він одночасно отримав підвищення по роботі та його дівчина запропонувала йому одружитися, подарувавши йому перстень свого батька.
Першим завданням Джеймса стало забрати свого нового напарника — Чарлі Вакса — з аеропорту. Чарлі виявився кремезним чоловіком із ненайкращими манерами. На митниці його затримали тому, що він відмовлявся залишити банки з енергетиком. Виявилося, що в тих банках лежав розібраним його улюблений пістолет — Місіс Джонс. Разом напарники рушають до китайського ресторану, де Чарлі неочікувано починає стрілянину й вимагає від офіціантів принести йому кокаїну. Починається перестрілка, у ході якої Чарлі вбиває більшість присутніх і прострелює стелю, звідки сиплеться наркотики. Одного наркодилера він лишає живим, аби той провів його до свого боса. У весь цей час Джеймс вимушений бігти за ним із вазою з кокаїном у руках.
Спочатку Чарлі пояснював Джеймсові, що йому треба накрити цю контору наркодилерів, тому що донька міністра оборони США померла від вживання їх наркотиків. Пізніше виявляється, що справжнє завдання агентів ЦРУ — зупинити терористичний акт, що має бути проведений під час засідання міжнародних делегацій у Парижі.
Вийшовши на постачальників кокаїну, Чарлі вбиває їх, а потім напарники їдуть вечеряти до Кароліни — коханої Джеймса, що запросила до себе ще одну подружку-пакистанку. За столом подружка розмовляє по телефону, Чарлі впізнає в її фразі пароль і негайно прострілює їй голову, а потім починає підозрювати у співпраці в терористами Джеймса. Зрештою, вони здогадалися, що це Кароліна терористка, що навмисно зустрічалася з агентом ЦРУ для здобуття потрібної інформації. В будинку знайшли безліч схованих відеокамер спостереження, жучків прослуховування, а за своїм коханим поза межами квартири Кароліна слідкувала за допомогою датчика, що був вмонтований у перстень, який вона подарувала йому. Кароліна втікає від Чарлі. Наступного ранку агентам ЦРУ вдається знайти машину, в якій втекла жінка, й Вакс їде знешкодити терористку.
Тим часом Джеймс у своїй квартирі розмірковує над планом Кароліни й здогадується, що вона намагатиметься підірвати міжнародних послів безпосередньо на зібранні, а не з машини. Він негайно вирушає на зібрання, де його вже чекає посол США. Чарлі вимагав від напарника, щоб той був жорсткішим, та в нього нічого не виходило, тому що Джеймс не міг вбити людину, навіть на завданні. Знайшовши в залі свою «подружку» Кароліну, він намагався переконати її не підривати себе, та вмовляння не спрацювали. Тоді Джеймс зміг вбити її.
Після цього Чарлі Вакс мав вирушати на наступне завдання ЦРУ, й він запросив із собою Джеймса, якого вже нічого не тримає в Парижі.

## У головних ролях
- Джон Траволта — Чарлі Вакс (дублював Михайло Жонін)
- Джонатан Ріс-Маєрс — Джеймс Різ (дублював Михайло Тишин)
- Кася Смутняк — Кароліна (дублювала Юлія Перенчук)
- Річард Дурден — посол Беннінґтон (посол США у Франції) (дублював Олег Лепенець)

## Кінокритика
- На сайті Rotten Tomatoes кінофільм отримав рейтинг у 37% (55 схвальних відгуків і 92 несхвальних)[4].